# Futbol'nyj Klub Zenit Penza
Il Futbol'nyj Klub Zenit Penza (in russo футбольный клуб Зенит Пенза?) è una società calcistica russa con sede nella città di Penza.
Vanta decine di annate in campionati professionistici sovietici e russi.

## Storia
Fondato nel 1918, ha disputato cinque campionati di seconda serie sovietica, in due distinti periodi: nel 1948 e 1949 e tra il 1960 e il 1962.
In epoca russa non è mai andata oltre la terza serie del campionato, vincendo in due occasioni (1995 e 1997) la Tret'ja Liga, he era la quarta serie professionistica del campionato russo.

### Denominazioni
La società ha più volte cambiato denominazione nel corso degli anni:
- 1918 – 1927: Kružok Ljubitelej Sporta (cioè: club amatoriale sportivo)
- 1927: Rabočij Klub (dopolavoro)
- 1927 – 1930: Zavod n.50
- 1930 – 1936: ZIF
- 1936 – 1948: Zenit
- 1948 – 1960: Spartak
- 1960 – 1963: Zarja
- 1964 – 1965: Trud (cioè Lavoro)
- 1966: Velozavodec
- 1967 – 1971: Chimmaševec
- 1972 – 1973: Sura
- 1973 – 1978: Granit
- 1979: SKA (cioè club sportivo militare)
- 1980 – 1991: Granit
- 1991 – oggi: Zenit

## Allenatori e presidenti
- Viktor Bulatov (2012-2014)
- Sergej Filippenkov (2014-2015)

- Igor' Pyvin (2017)

## Statistiche e record

### Partecipazione ai campionati sovietici
| Livello | Categoria            | Partecipazioni | Debutto | Ultima stagione | Totale |
| ------- | -------------------- | -------------- | ------- | --------------- | ------ |
| 2º      | Vtoraja Gruppa       | 2              | 1948    | 1949            | 5      |
| 2º      | Klass B              | 3              | 1960    | 1962            | 5      |
| 3º      | Klass B              | 7              | 1963    | 1969            | 9      |
| 3º      | Vtoraja Liga         | 2              | 1971    | 1972            | 9      |
| 4º      | Klass B              | 1              | 1970    | 1970            | 3      |
| 4º      | Vtoraja Nizšaja Liga | 2              | 1990    | 1991            | 3      |

### Partecipazione ai campionati russi
| Livello | Categoria       | Partecipazioni | Debutto   | Ultima stagione | Totale |
| ------- | --------------- | -------------- | --------- | --------------- | ------ |
| 3º      | Vtoraja liga    | 3              | 1992      | 1996            | 20     |
| 3º      | Vtoroj divizion | 12             | 1998      | 2012-2013       | 20     |
| 3º      | PPF Ligi        | 5              | 2013-2014 | 2017-2018       | 20     |
| 4º      | Tret'ja Liga    | 3              | 1994      | 1997            | 3      |

## Palmarès

### Competizioni nazionali
- Tret'ja Liga: 2

1995 (Girone 5), 1997 (Girone 5)